# Adam Zadražil
Adam Zadražil, né le 6 août 2000 à Mladá Boleslav en Tchéquie, est un footballeur tchèque qui évolue au poste de gardien de but au FC Hradec Králové.

## Biographie

### En club
Né à Mladá Boleslav en Tchéquie, Adam Zadražil est formé par le FC Chýnov puis par le Silon Táborsko (alors FC MAS Taborsko). Il découvre avec ce club la deuxième division tchèque, jouant son premier match dans cette compétition le 25 mai 2018 face au FC Hradec Králové. Il est titularisé et son équipe est battue par deux buts à zéro.
Le 10 janvier 2023, Zadražil rejoint le Viktoria Plzeň sous la forme d'un prêt jusqu'à la fin de la saison, avec option d'achat.
Le 30 juin 2023, Adam Zadražil rejoint le FC Hradec Králové pour un contrat de trois ans, soit jusqu'en juin 2026.
Il joue son premier match en première division tchèque en étant titularisé le 11 février 2024, face au Bohemians 1905. Les deux équipes se neutralisent ce jour-là (2-2 score final).

### En sélection
Adam Zadražil représente la Tchéquie en sélection. Il est sélectionné avec les moins de 18 ans, jouant un total de deux matchs en 2018.
En août 2024, Adam Zadražil est récompensé de ses bonnes performances avec le FC Hradec Králové en étant convoqué pour la première fois avec l'équipe nationale de Tchéquie par le sélectionneur Ivan Hašek.